# 박이소
박이소(朴異素, 1957년 6월 23일 ~ 2004년 4월 26일)는 대한민국의 현대미술 작가이다. 주로 개념미술가, 설치미술가로 분류된다

## 생애
박이소, 본명 박철호(朴哲浩), 필명 박모(朴某)는 1957년 6월 23일 부산광역시에서 태어났다. 1981년 홍익대학교 서양화과를 졸업하고 1982년 ∼ 1985년 미국 뉴욕의 프랫 인스티튜트에서 회화를 전공하였다. 1985년 대학원 졸업 후 뉴욕 브루클린 그린포인트지역에서 대안 전시공간인 마이너 인저리(Minor Injury)를 설립하여 운영하였다. 뉴욕에서는 본명인 박철호대신 박모라는 이름으로 활동했다. 1995년 SADI(Samsung Art & Design Institute)에서 교수로 일하기 위해 한국에 돌아오면서부터는 박이소라는 이름을 사용하였다.
박이소의 예술 활동은 크게 1980년대 ~ 1990년대 미국 뉴욕에서 박모라는 가명으로 활동하던 시기와 한국으로 귀국해 박이소로 활동했던 2000년대 이후로 나뉜다. 2004년 4월 26일 서울 청담동 자신의 작업실에서 심장마비로 세상을 떠났다 1995년 귀국후 본명인 박철호나 뉴욕에서의 예명인 박모대신 박이소라는 이름을 사용했기 때문에 한국에서는 박이소로 가장 많이 소개된다.
1997년 광주비엔날레에 출품하였고, 2001년 ‘대안공간 풀’에서 개인전을 열었다. 2001년 요코하마 트리엔날레에 작품을 출품하였고, 2002년 에르메스 재단 미술상을 수상했으며, 2003년 베니스비엔날레에 한국작가로 초빙되어 자본주의를 풍자와 냉소로 표현한 작품인 <2010년 세계에서 가장 높은 건축물 10선>을 출품하여 세계의 주목을 받았다.
대표적인 작품으로 <무제, 1994년>, <호모 아이덴트로푸스, 1994년>, <세잔의 무게, 1995>,,<유엔탑, 1997년>,,<미확인 발광물체, 1998년> 등이다.

## 전시

### 개인전
- 2006년 탈속의 코미디:박이소 유작전 (로댕갤러리)
- 2011년 개념의 여정 (Lines of Flight) (아트선재센터)[9]
- 2014년 Something for Nothing(아무것도 아닌 것을 위한 어떤 것) (아트선재센터)[10]

### 단체전
- 2015년 쓰리스타쑈 (인디프레스)

## 수상
- 2002년 에르메스재단 미술상[11]
- 2006년 한국문화예술위원회 올해의 예술상[12]

## 저술

### 저서
- 2014년 《박이소 : 설치를 위한 드로잉》

### 역서
- 2006년, 2011년 재간 《이것은 미술이 아니다》
- 1999년 《문화연구와 문화이론》